# Петър Евстатиев
Петър Евстатиев е български офицер, генерал-майор.

## Биография
Роден е на 15 юни 1926 г. в софийското село Априлово. Завършва Народното военновъздушно училище „Георги Бенковски“. От 1948 г. започва работа в ТАБСО. Пъвоначално лети като втори пилот на самолет Ли-2, а през 1952 г. е назначен за командир на Ли-2 и инструктор. След това е командир на звено на самолети ИЛ-14. Завършва курс за Ил-18 в Школата за военно-летателна подготовка в Уляновск. От 1962 г. е командир на ИЛ-18. През 1967 г. по време на първия полет от София до Ню Йорк е инструктор и командир на полета. От 30 юли 1971 г. е генерал-майор и заместник генерал директор на ДСО „БГА-Балкан“. Самоубива се през 1975 г.